# Rotterdam Open 2015 - Qualificazioni singolare
Le qualificazioni del singolare del Rotterdam Open 2015 sono state un torneo di tennis preliminare per accedere alla fase finale della manifestazione. I vincitori dell'ultimo turno sono entrati di diritto nel tabellone principale. In caso di ritiro di uno o più giocatori aventi diritto a questi sono subentrati i lucky loser, ossia i giocatori che hanno perso nell'ultimo turno ma che avevano una classifica più alta rispetto agli altri partecipanti che avevano comunque perso nel turno finale.

## Teste di serie
1. Jan-Lennard Struff (primo turno)
2. Andrej Kuznecov
3. Andrej Golubev (primo turno)
4. Jürgen Melzer

1. Paul-Henri Mathieu
2. Tobias Kamke
3. Marsel İlhan (primo turno)
4. James Ward (primo turno, ritirato)

## Qualificati
1. Paul-Henri Mathieu
2. Serhij Stachovs'kyj

1. Michael Berrer
2. Dominic Thiem

## Tabellone qualificazioni

### Legenda
| - Q = Qualificato - WC = Wild card - LL = Lucky loser | - ALT = Alternate - SE = Special Exempt - PR = Protected Ranking | - w/o = Walkover - r = Ritirato - d = Squalificato |

### Sezione 1
|  | Primo turno | Primo turno         | Primo turno         | Primo turno | Primo turno |  |  | Ultimo turno | Ultimo turno   | Ultimo turno | Ultimo turno | Ultimo turno |  |
|  |             |                     |                     |             |             |  |  |              |                |              |              |              |  |
|  | 1           | Jan-Lennard Struff  | 6                   | 4           | 614         |  |  |              |                |              |              |              |  |
|  |             | Michael Berrer      | 4                   | 6           | 716         |  |  | 1            | Michael Berrer | 7            | 4            | 63           |  |
|  |             | Nicolas Mahut       | Nicolas Mahut       | 6           | 6           |  |  |              | Nicolas Mahut  | 5            | 6            | 7            |  |
|  | ALT         | Nikoloz Basilašvili | Nikoloz Basilašvili | 4           | 4           |  |  |              |                |              |              |              |  |

### Sezione 2
|  | Primo turno | Primo turno         | Primo turno         | Primo turno | Primo turno |  |  | Ultimo turno | Ultimo turno        | Ultimo turno        | Ultimo turno | Ultimo turno |  |
|  |             |                     |                     |             |             |  |  |              |                     |                     |              |              |  |
|  | 2           | Andrej Kuznecov     | Andrej Kuznecov     | 6           | 6           |  |  |              |                     |                     |              |              |  |
|  | WC          | Alban Meuffels      | Alban Meuffels      | 2           | 0           |  |  | 2            | Victor Hănescu      | Victor Hănescu      | 62           | 4            |  |
|  |             | Yannick Mertens     | Yannick Mertens     | 3           | 2           |  |  | 5            | Serhij Stachovs'kyj | Serhij Stachovs'kyj | 7            | 6            |  |
|  | 5           | Serhij Stachovs'kyj | Serhij Stachovs'kyj | 6           | 6           |  |  |              |                     |                     |              |              |  |

### Sezione 3
|  | Primo turno | Primo turno        | Primo turno     | Primo turno | Primo turno |  |  | Ultimo turno | Ultimo turno   | Ultimo turno | Ultimo turno | Ultimo turno |  |
|  |             |                    |                 |             |             |  |  |              |                |              |              |              |  |
|  | 3           | Łukasz Kubot       | 4               | 6           | 3           |  |  |              |                |              |              |              |  |
|  | WC          | Thanasi Kokkinakis | 6               | 1           | 0r          |  |  | 3            | Łukasz Kubot   | 7            | 4            | 4            |  |
|  |             | Michael Berrer     | Michael Berrer  | 6           | 6           |  |  |              | Michael Berrer | 5            | 6            | 6            |  |
|  | Alt         | Stephan Fransen    | Stephan Fransen | 2           | 2           |  |  |              |                |              |              |              |  |

### Sezione 4
|  | Primo turno | Primo turno       | Primo turno       | Primo turno | Primo turno |  |  | Ultimo turno  | Ultimo turno  | Ultimo turno  | Ultimo turno | Ultimo turno |  |
|  |             |                   |                   |             |             |  |  |               |               |               |              |              |  |
|  | 4           | Kenny de Schepper | Kenny de Schepper | 64          | 6(1)        |  |  |               |               |               |              |              |  |
|  |             | Dominic Thiem     | Dominic Thiem     | 7           | 7           |  |  | Dominic Thiem | Dominic Thiem | Dominic Thiem | 6            | 7            |  |
|  |             | Adrian Sikora     | Adrian Sikora     | 6           | 0           |  |  | Adrian Sikora | Adrian Sikora | Adrian Sikora | 6            | 5            |  |
|  | 6           | Peter Gojowczyk   | Peter Gojowczyk   | 3           | 0r          |  |  |               |               |               |              |              |  |